# Clerodendrum phyllomega
Clerodendrum phyllomega là một loài thực vật có hoa trong họ Hoa môi. Loài này được Steud. mô tả khoa học đầu tiên năm 1840.